# Cchenisckali
Cchenisckali nebo Chidura (gruzínsky ცხენისწყალი) je řeka v Gruzii (Rača-Lečchumi a Dolní Svanetie, Imeretie, Samegrelo-Horní Svanetie). Je dlouhá 176 km. Povodí má rozlohu 2120 km².

## Průběh toku
Odtéká z ledovců hlavního rozvodňového hřbetu Velkého Kavkazu. Na horním toku teče v hluboké soutěsce a překonává mnohé peřeje a vodopády. Na dolním toku protéká Kolchidskou nížinou. Ústí zprava do Rioni u města Samtredia.
Hlavními přítoky jsou:
- zprava - Zesko (gruzínsky ზესხო), Cheledula (gruzínsky ხელედულა), Džonoula (gruzínsky ჯონოულა)
- zleva - Gobišuri (gruzínsky ღობიშური), Leušerisckali (gruzínsky ლეუშერისწყალი), Chopuri (gruzínsky ხოფური)

## Odtokový režim
Zdroj vody je smíšený s převahou dešťového. Průměrný roční průtok vody poblíž ústí činí 60,2 m³/s a maximální 371 m³/s. Nejnižší stav vody je v únoru a březnu, nejvyšší v květnu. Druhé minimum nastává od července do konce srpna

## Využití
Využívá se na zavlažování. Na řece leží města Lentechi a Cageri.